# Analyta semantris
Analyta semantris là một loài bướm đêm trong họ Crambidae. Nó được tìm thấy ở Panama và Guyan thuộc Pháp.